# 바라타인
바라타인(싱할라어: භාරත, 타밀어: பரதர் 파라타르) 또는 바라타쿨라, 파라바르는 스리랑카의 한 민족이다. 일찍이 스리랑카 타밀족의 카스트로 여겨졌으나, 2001년 인구 조사에서 별개의 민족으로 분류되었다. 그들은 포르투갈의 통치 아래 스리랑카로 이주한 남인도의 타밀어를 사용하는 파라바르들의 후손이다. 그들은 주로 스리랑카의 서쪽 해안에 살고 있으며, 주로 만나르, 네곰보, 콜롬보에 거주한다.